# 任家崖遗址
任家崖遗址，位于中国甘肃省临夏县，为一个省级文物保护单位，类型为古遗址。
任家崖遗址的历史年代为新石器时代至青铜时代。